# Meci amical

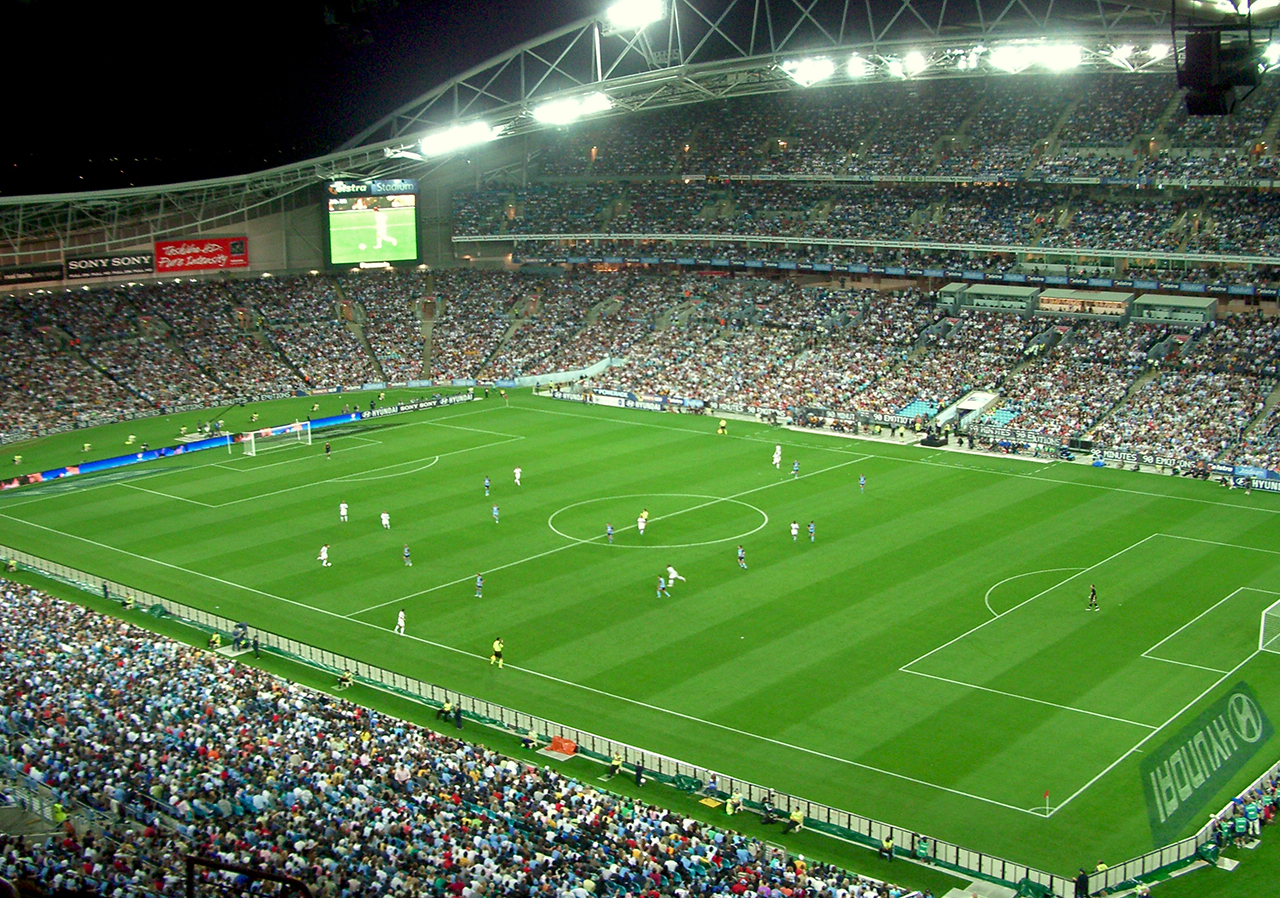
Sydney FC jucând un meci amical cu Los Angeles Galaxy pe ANZ Stadium în 2007.

Un meci amical (cunoscut și sub denumirele de meci demonstrativ sau meci de pregătire) este un eveniment sportiv a cărui rețetă financiară și impactul asupra clasării echipei este zero sau foarte redus. Meciurile de acest fel sunt des folosite pentru a ajuta antrenorii în alegerea jucătorilor pentru meciurile din competiții, putând totodată să testeze jucători noi, de la echipa a doua sau tineri. Un meci amical poate fi jucat și între două echipe făcute din jucătorii aceleași formații. 
În meciurile amicale jucate pentru echipa națională, meciurile (recunoscute de FIFA) și golurile unui jucător se contabilizează.